# Pépito Elhorga

a Compétitions nationales et continentales officielles uniquement.

b Matchs officiels uniquement.
Dernière mise à jour le 20 juin 2013.
Pépito Elhorga, né le 6 janvier 1978 à Agboville (Côte d'Ivoire), est un joueur international français de rugby à XV évoluant au poste d'arrière ou d'ailier. Formé au Biarritz olympique, il évolue notamment avec le SU Agen et l'Aviron bayonnais.

## Biographie
Né d'un père marin-pêcheur basque et d'une mère ivoirienne, Pépito Elhorga commence le rugby à l'âge de six ans à l'AS Sarako Izarra. Il rejoint Saint-Jean-de-Luz en cadets et remporte le titre de champion de France Juniors Balandrade en 1995. En 1996, il s'engage au Biarritz olympique où il fait ses premiers pas dans l'élite. En 1999, il signe au SU Agen, où il reste jusqu'en 2007, disputant notamment la finale du Top 16 contre son ancien club en 2002. Il termine sa carrière professionnelle à Bayonne.
Il joue son dernier match au niveau professionnel le 6 juin 2012 au stade Aguilera à l'occasion du jubilé de Serge Betsen. En effet, il est victime d'une rupture ligamentaire au genou droit pour son premier match depuis son opération du genou gauche après une rupture du ligament croisé antéro-externe, survenue neuf mois plus tôt, le 26 août 2011 avec Bayonne en ouverture de la saison de Top 14, et décide alors de mettre un terme à sa carrière.
En 2013 il signe à l'Anglet olympique rugby club dans le championnat amateur de Fédérale 2. Contraint de mettre un terme à sa carrière après une succession de blessures, il entraîne brièvement l'AORC lors de la saison 2014-2015.
Titulaire d'un baccalauréat professionnel exploitation des transports, il est embauché en 2013 dans l'entreprise de transports de Bernard Lataste, président d'Anglet. Il y reste trois années avant de rejoindre fin 2016, toujours dans le même domaine, la société Taldea en tant que responsable du développement commercial. Il effectue également quelques piges en tant que consultant sur France Bleu Pays basque, Eurosport et Sud Radio. Il travaille également pour la marque de vêtements Otago.
En 2021, il se présente en tant que remplaçant d'Olivier Alleman lors des élections départementales dans les Pyrénées-Atlantiques sur le Canton de Bayonne-3. Olivier Alleman et Christine Lauqué sont élus au second tour avec 50,27 % des voix.

## Carrière

### En équipe de France
Pépito Elhorga a connu sa première sélection le 30 juin 2001 contre les All Blacks. Il avait été remplaçant, sans rentrer en jeu, dans le tournoi des Six Nations précédent, contre le Pays de Galles.
Capable de couvrir le poste d'arrière et d'ailier, il a été sélectionné pour la Coupe du monde 2003. Il ne découvrira le tournoi des Six Nations que l'année suivante, remportant le grand chelem, et s'imposant sur l'aile droite au détriment de Vincent Clerc. Il est de nouveau titulaire à l'ouverture du tournoi 2005, cette fois-ci à l'arrière, mais cède sa place en cours de compétition à Julien Laharrague. Il n'est plus, par la suite, dans les « petits papiers » du sélectionneur.
Il s'apprête à faire son retour en équipe de France, à la veille de la Coupe du monde 2007, grâce à une tournée d'été en Nouvelle-Zélande, mais il est contraint de déclarer forfait.
Grâce à sa bonne saison Bayonnaise, il est rappelé par le nouveau sélectionneur, Marc Lièvremont, à l'occasion d'une tournée en Australie. Il se blesse durant le premier match, ce qui constitue sa dernière sélection.

### Avec les Barbarians
En septembre 2003, il joue avec les Barbarians français à l'occasion d'un match opposant le XV de France, rebaptisé pour l'occasion XV du Président (afin de contourner le règlement qui interdit tout match international à moins d'un mois de la Coupe du monde), et les Barbarians français, composés essentiellement des joueurs tricolores non retenus dans ce XV présidentiel et mis à disposition des Baa-Baas par Bernard Laporte. Ce match se déroule au Parc des sports et de l'amitié à Narbonne et voit le XV du président s'imposer 83 à 12 face aux Baa-Baas.
En novembre 2005, il est sélectionné avec les Barbarians français pour jouer un match contre l'Australie A à Bordeaux. Les Baa-Baas s'inclinent 42 à 12.
En mars 2007, il joue de nouveau avec les Barbarians français contre l'Argentine à Biarritz. Les Baa-Baas s'inclinent 28 à 14.

## Palmarès

### En club
- Championnat de France de première division :
  - Vice-champion (1) : 2002

### En équipe nationale
- Grand Chelem en 2004

## Statistiques en équipe nationale
- 19 sélections
- 15 points (3 essais)
- Sélections par année : 1 en 2001, 2 en 2002, 7 en 2003, 4 en 2004, 2 en 2005, 2 en 2006, 1 en 2008.
- International France A, 4 sélections en 2003 : Angleterre A, Écosse A, Irlande A, Italie A[réf. nécessaire].

### Tournoi des Six Nations
| Édition          | Rang | Résultats France | Résultats Elhorga | Matchs Elhorga |
| ---------------- | ---- | ---------------- | ----------------- | -------------- |
| Six Nations 2004 | 1    | 5 v, 0 n, 0 d    | 4 v, 0 n, 0 d     | 4/5            |
| Six Nations 2005 | 2    | 3 v, 0 n, 2 d    | 2 v, 0 n, 0 d     | 2/5            |

Légende : v = victoire ; n = match nul ; d = défaite ; la ligne est en gras quand il y a Grand Chelem.

### Coupe du monde
- Coupe du monde :
  - 2003 : 4 sélections (Fidji, États-Unis, Irlande, Nouvelle-Zélande)

| Édition        | Rang      | Résultats France | Résultats Elhorga | Matchs Elhorga |
| -------------- | --------- | ---------------- | ----------------- | -------------- |
| Australie 2003 | Quatrième | 5 v, 0 n, 2 d    | 3 v, 0 n, 1 d     | 4/7            |

Légende : v = victoire ; n = match nul ; d = défaite.